# De gouden tak

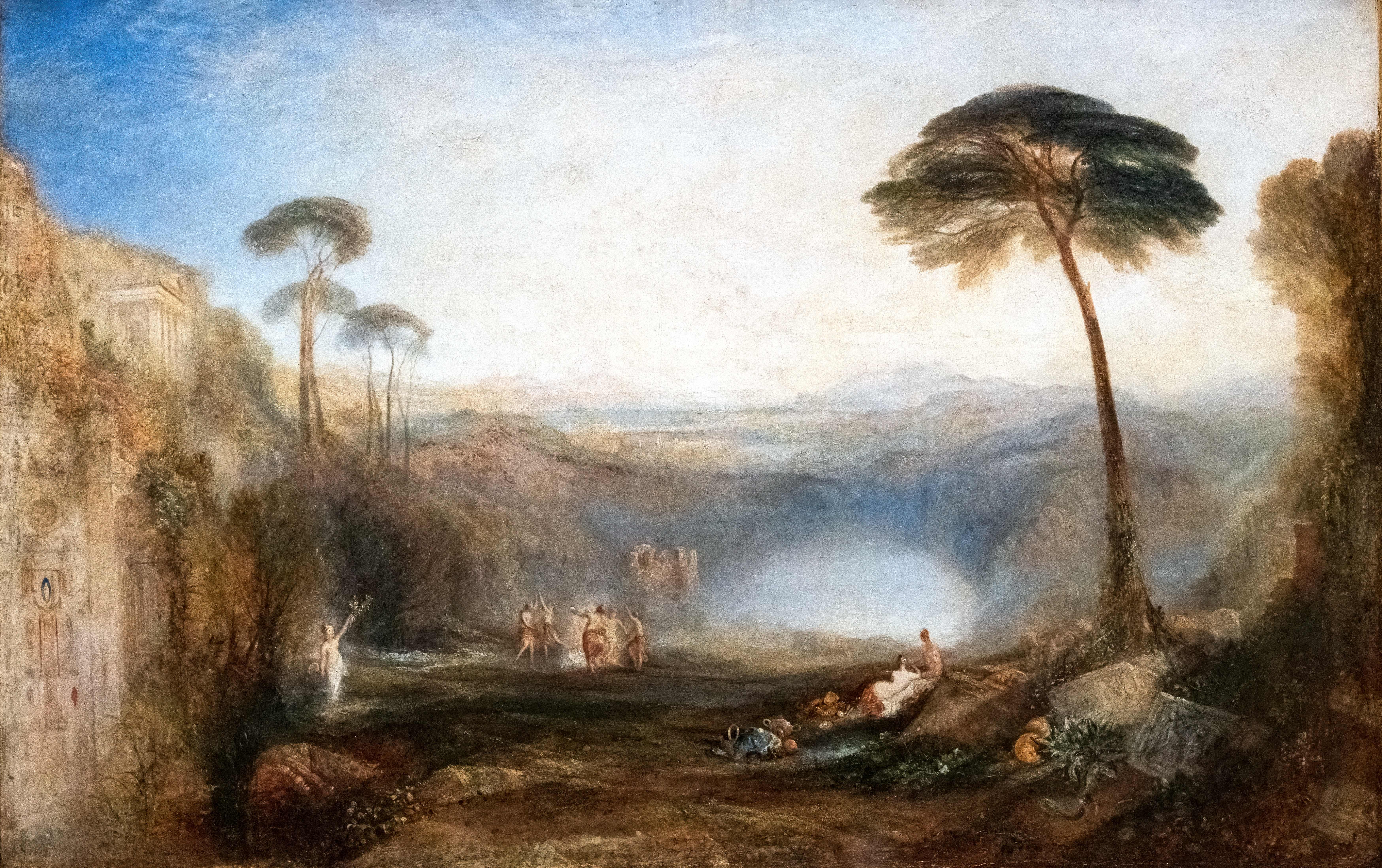
William Turners schilderij van het voorval met de gouden tak in de Aeneis

De gouden tak: over mythen, magie en religie (Engels origineel The Golden Bough: A Study in Magic and Religion) uit 1890 is een grootschalige vergelijkende studie naar mythologie en religie. Het boek werd geschreven door de Schotse antropoloog sir James George Frazer (1854-1941).
The Golden Bough richtte zich tot een breed geletterd publiek, dat opgroeide met verhalen zoals in publicaties als Thomas Bulfinch' Age of Fable. Het bood een modernistische benadering in het bespreken van godsdienst. Het boek bekeek godsdienst vanuit een neutrale invalshoek en beschouwde het als een cultureel verschijnsel, in plaats van uit theologisch perspectief.

## Inhoud
The Golden Bough werd voor het eerst uitgeven als tweedelig werk in 1890. De derde editie verscheen tussen 1906 en 1915, verdeeld over twaalf delen, die werden gevolgd door een supplement met de titel Aftermath. De volgende indeling is gebaseerd op de verkorte versie onder redactie van Theodor H. Gaster uit 1961, The New Golden Bough: A New Abridgment of the Classic Work die de vijfdelige structuur volgt van de eerste editie uit 1890:

### PART I - The Magic of Kings
(De Magie der koningen)
De priester van het heilige bos van Diana op Aricia, aan de oevers van het Meer van Nemi, werd "de Koning van het Woud" genoemd. Deze titel geeft aan dat hij oorspronkelijk werd beschouwd als een incarnatie van de geest van de bossen. Het was zijn taak om controle uit te oefenen over vruchtbaarheid en vegetatie en deze te reguleren. Dergelijke koninklijke priester-beheerders van de natuur zijn te vinden bij de primitieve volkeren van over heel de wereld. Zij werken met magie. Een onderzoek van magische praktijken over de hele wereld laat zien dat magie gebaseerd is op de twee belangrijkste principes van (a) sympathie, dat wil zeggen, het idee dat "het gelijke het gelijke voortbrengt"; en (b) contact, het idee dat dingen of personen die ooit met elkaar in contact zijn geweest elkaar nadien kunnen blijven beïnvloeden. In overeenstemming met het eerste van deze principes, treedt de koning ook op als de bruidegom van een vrouwelijke geest (bij Aricia vereenzelvigd met de nimf Egeria) en dient hij jaarlijks met haar te paren om vruchtbaarheid bij mensen in stand te houden. Dergelijke "heilige huwelijken" zijn een formele uitdrukking van het idee dat geslachtsgemeenschap en vegetatie innig verbonden zijn met elkaar, wat tot uitdrukking wordt gebracht in primitieve seizoensgebonden orgiastische festivals.

### PART II - Taboo and the Perils of the Soul
(Taboe en de gevaren voor de ziel)
Als de belichaming van de geest van de vruchtbaarheid is de priester-koning een mens-god, en mag zijn ziel nooit aangetast worden. De "ziel" van alle mensen, naar wordt aangenomen, kan immers verzwakt worden, bijvoorbeeld door tijdelijk het lichaam te verlaten bij slaap, ziekte of stress; zij verzwakt door ouderdom of kan aangetast worden door boosaardige tovenaars. Vandaar dat alle menselijke wezens bij de primitieve volkeren onderworpen worden aan een systeem van taboes, die dergelijk onheil dienen te voorkomen. Deze taboes beïnvloeden onder meer hun omgang met vreemden, hun voeding en gewoonten, hun betrekkingen met naaste familieleden en dergelijke. Ook wordt aandacht besteed aan bepaalde lichaamsdelen zoals het haar, nagels, bloed en speeksel, die worden beschouwd als plaatsen waar de ziel huist; ijzeren voorwerpen, scherpe wapens, bepaalde voedingsmiddelen, knopen, ringen en dergelijke beschouwd als potentieel gevaarlijk, en zelfs het uitspreken van bepaalde namen en woorden kan schadelijk zijn. Omdat zo veel belang wordt gehecht aan de superieure zuiverheid van de ziel van de priester-koning, wordt hij in strengere mate onderworpen aan deze taboes.

### PART III - Death and Resurrection: The Rhythm of Nature
(Dood en wederopstanding: het ritme van de natuur)
Indien echter, ondanks alle voorzorgsmaatregelen, de priester-koning tekenen van zwakte begint te vertonen, dient hij ter dood te worden gebracht of te worden afgezet, en zijn macht gaat naar zijn opvolger. De opvolging van het priesterschap op Aricia kon alleen worden gewonnen door een persoon die erin slaagt om de heersende priester-koning in een tweegevecht te doden. Onder primiteve volken is het vaak de gewoonte om de ouder wordende koning na een bepaalde tijd af te zetten of te doden. Dit verklaart de instelling van het zeven-, acht- of negenjarige koningschap in de oudheid (zoals bijvoorbeeld Minos van Kreta); een overblijfsel hiervan zijn de jaarlijkse verkiezingen van pseudovorsten (bijvoorbeeld 'koningen en koninginnen van Mei') in de Europese folklore.
Er zijn ook niet-menselijke belichamingen van de geest van de vruchtbaarheid, met name bomen. Deze moeten op dezelfde manier worden behandeld als een mens wanneer die tekenen van zwakte begint te vertonen: zij dienen periodiek of bij verval te worden geveld. Dit verklaart de bekende traditie van de meiboom en de kerststronk die worden geassocieerd met belangrijke kalenderdata zoals het begin van de zomer en de midwinter.

### PART IV - Dying and Reviving Gods
(Stervende en herlevende goden)
Het concept van sterven en heropleving van de vruchtbaarheid, zo stelt Frazer, kan worden teruggevonden in rites en volkse gewoontes, maar ook in de mythe. Voorbeelden hiervan zijn de mythen van Adonis, Attis en Osiris, die volgens Frazer in principe allen deze figuur van priester-koning vertegenwoordigen.

### PART V - Spirits of the Corn and Wild
(Geesten van het koren en de natuur)
Soms wordt de geest van de vruchtbaarheid meer specifiek voorgesteld als de korengeest. In de Europese folklore zijn er de figuren van de korenmoeder en de korenmeid. De eerste verpersoonlijkt het oude koren en het geoogste graan, de tweede representeert de nieuwe oogst. Demeter en Persephone kunnen worden beschouwd als hun mythische tegenhangers. De geest van het koren kan ook worden belichaamd in een mens, en bij sommige primitieve volken komt het voor dat een mens werkelijk gedood wordt bij de oogst. De klassieke mythe van Lityerses kan volgens Frazer worden uitgelegd als een uiting van dit gebruik. Ook kan de korengeest worden gepersonifieerd als een dier, zoals een wolf, hond, kat, haas, stier, geit of varken. Vandaar de voorstelling van Dionysus - in wezen een geest van de vruchtbaarheid - als een stier of een geit. Het verklaart volgens Frazer ook waarom deze dieren vaak worden gedood als onderdeel van een landbouwritueel. In dergelijke gevallen, zo merkt de auteur op, is de houding van de primitieve mens opmerkelijk ambivalent. Enerzijds eet en drinkt hij het vlees en het bloed van een dier om er de goddelijke vitaliteit van te absorberen, anderzijds is hij terughoudend om het te doden, en verontschuldigt zich hier vaak voor. Dezelfde dubbelzinnigheid ziet men bij het kappen van bomen die de geest van vruchtbaarheid belichamen.

### PART VI - The Riddance of Evil
(De bevrijding van het kwaad)
Het verwijderen van de oude en afgeleefde koning gaat gepaard met het opruimen van alle schadelijke invloeden die het leven en de welvaart van zijn volk zouden kunnen aantasten. Te dien einde wordt vaak een zondebok aangeduid, een dier of een mens, die vervolgens wordt verdreven uit de gemeenschap. Zondebokken worden onder primitieve mensen niet alleen jaarlijks of na een andere termijn uitgestoten, maar ook bij een crisis of mogelijk gevaar, bijvoorbeeld voor het begin van een walvisvangst.

### PART VII - Between Old and New
(Tussen oud en nieuw)
In de periode tussen de verwijdering van de oude koning en de installatie van de nieuwe heerser valt het normale leven zo goed als stil. In de volkse traditie vindt men hiervan sporen terug, bijvoorbeeld bij feesten waarbij de maatschappelijke orde op zijn kop wordt gezet: de meester wordt tijdelijk slaaf en een slaaf, misvormd persoon of misdadiger wordt meester. De Romeinse Saturnalia is blijkbaar een overblijfsel van deze instelling, zoals ook het Europese Narrenfeest waarbij een nar de meester wordt.

### PART VIII - The Golden Bough
(De gouden tak)
Elke kandidaat die het ambt van Koning van het Woud ambieerde moest eerst een gouden tak of twijg plukken die hoog in een heilige boom groeide. Deze tak of twijg kan worden geïdentificeerd als de maretak, die in de Europese folklore allerlei magische eigenschappen wordt toegeschreven, en die vooral effectief wordt geacht indien hij geplukt wordt tijdens een zonnewende of equinox, een tijd die gunstig zou zijn om de tak zijn gouden gloed (de kracht van de zon) te geven. Het doel van het plukken van de tak was om de overdracht van de inwonende geest van de vruchtbaarheid te garanderen wanneer de boom zelf ritueel werd gekapt en verbrand. Frazer wijst op de analogie met het ontsteken van vuren tijdens midzomer en midwinter, wat suggereert dat dergelijke rituelen werkelijk hebben plaatsgevonden. Mogelijk verwijst ook de Scandinavische mythe van Baldr hiernaar.

## Hedendaags belang
Delen van het werk, met name beschrijvingen van magie, worden in de 21e eeuw nog steeds als waardevol gezien. Maar Frazers speculaties over thema's als de stervende god en het jaarlijks offer van de koning ("Year King") zijn ontkracht, en zijn werk over totems is voorbijgestreefd. Hoewel de waarde van de bijdrage van The Golden Bough aan de antropologie met de tijd steeds opnieuw zal worden bekeken, was het effect ervan op de hedendaagse Europese literatuur aanzienlijk.
The Golden Bough is (afhankelijk van de uitgave) omstreeks duizend pagina's dik. Het hoofdstuk Adonis is als losse uitgave verschenen in de Thinker's Library-reeks.

### Uitgaven vanThe Golden Bough
- First edition, 2 vols., 1890.
- Second edition, 3 vols., 1900.
- Third edition, 12 vols., 1906-15. Deel 12 (1915) is een index.
- Abridged edition, 1 vol., 1922. Christelijke verwijzingen zijn ingekort.
  - 1995 Touchstone edition, ISBN 0-684-82630-5
  - 2002 Dover reprint van de uitgaven van 1922, ISBN 0-486-42492-8
- Aftermath : A supplement to the golden Bough, 1937
- Theodor H. Gaster (red), The New Golden Bough: A New Abridgment of the Classic Work, Anchor Books, 1961 (heruitgave Criterion Books-editie van 1959)
- Robert Fraser (red), Abridged edition voor Oxford University Press, 1994. Verwijzingen naar Christendom hersteld. ISBN 0-19-282934-3

### Nederlandse vertaling
- Aris J. van Braam. De Gouden Tak - over mythen, magie en religie, Olympus, 2004. ISBN 9-02-541608-X

### Secundaire teksten
- Ackerman, Robert. The Myth and Ritual School: J. G. Frazer and the Cambridge Ritualists (Theorists of Myth) 2002. ISBN 0-415-93963-1
- Csapo, Eric. Theories of Mythology (Blackwell Publishing, 2005), pp 36–43, pp 44–67. ISBN 0631-23248-6
- Fraser, Robert. The Making of The Golden Bough: The Origins and Growth of an Argument (Macmillan, 1990; heruitgave Palgrave 2001)